# Trường Cao đẳng Y tế Ninh Bình
Trường cao đẳng Y tế Ninh Bình là cơ sở đào tạo, bồi dưỡng cán bộ Y – Dược và nghiên cứu khoa học thuộc hệ thống giáo dục đại học, cao đẳng. Là đơn vị sự nghiệp có tư cách pháp nhân, có con dấu và tài khoản riêng, có biểu tượng đặc trưng cho ngành nghề. Trường Cao đẳng Y tế Ninh Bình sau khi được nâng cấp từ trường Trung học Y tế, tiếp tục xây dựng và phát triển thành một trung tâm đào tạo cán bộ Y – Dược của tỉnh Ninh Bình và khu vực. Nhà trường có chức năng đào tạo cán bộ khoa học có trình độ cao đẳng và các cấp thấp hơn về các chuyên ngành Y – Dược theo hướng đa dạng hóa các loại hình đào tạo, mở rộng và tăng quy mô. 
Trường Cao đẳng Y tế Ninh Bình đã triển khai mô hình Viện - Trường với Bệnh viện đa khoa Ninh Bình, Bệnh viện Quân y 5 quân khu III và các trung tâm y tế để thực hành khám chữa bệnh, đào tạo, nghiên cứu khoa học, hợp tác quốc tế và chăm sóc sức khỏe cộng đồng.

## Quá trình hình thành
Trường Cao đẳng Y tế Ninh Bình tiền thân từ Trường Trung học Y tế Ninh Bình. Năm tháng sơ khai 1963, Trường được thành lập có tên gọi là Trường cán bộ Y tế Ninh Bình.
Ngày 08/10/2008, Nhà trường được Bộ Giáo dục & Đào tạo ký Quyết định nâng cấp Trường thành Trường Cao đẳng Y tế Ninh Bình.

## Các lĩnh vực đào tạo
Hiện tại, Nhà trường có 3 cơ sở đào tạo; có 3 khu giảng đường gồm 33 phòng học hiện đại, trong đó 20 phòng có máy chiếu Projectors cố định, 8 phòng thực tập Điều dưỡng, 4 phòng thực tập Dược, 2 phòng thực tập Đông Y, một phòng tiền Lâm sàng, 5 phòng thực tập Mô phôi, Giải phẫu, 2 phòng thực tập Tin học trong đó một phòng có đủ số máy để học sinh thi kết thúc các môn trên máy, 1 Phòng có các cabin học ngoại ngữ và 1 Phòng đọc của Thư viện đang được ứng dụng phần mềm thư viện điền tử. Các phòng thực tập đều được trang bị phương tiện hiện đại đạt chuẩn Quốc gia. Bộ máy tổ chức tinh gọn, hoạt động đồng bộ có hiệu quả cao.
Năm 2007, trước khi lên Cao đẳng, Trường có lưu lượng học sinh khoảng 3000. Năm 2008, bước lên Cao đẳng, Trường có lưu lượng học sinh trên 4000. Năm 2009 đã nâng số lượng học sinh sinh viên lên trên 6000 thuộc tất cả các hệ. Mỗi năm tuyển sinh các loại hình:
- Y sỹ định hướng chuyên khoa: 1000 – 1500 HSSV.
- Điều dưỡng Trung cấp: 600 – 800 HSSV.
- Dược Trung cấp: 500 – 600 HSSV.
- Hộ sinh Trung cấp: 150 – 200 HSSV.
- Năm 2009 bắt đầu tuyển hệ Cao đẳng Điều dưỡng: 200 SV.

Tổng tuyển sinh mỗi năm khoảng 2500 - 3000 học sinh, sinh viên.

## Thành tích
- Năm 1998, Nhà trường được Nhà nước tặng thưởng Huân chương Lao động hạng Ba,
- Năm 2003 được tặng thưởng Huân chương Lao động hạng Nhì.

Toàn trường có tổng số 86 giáo viên, trong đó có 54 giáo viên cơ hữu, 32 giáo viên thỉnh giảng. Về trình độ đội ngũ có 21 thạc sĩ, 3 bác sĩ chuyên khoa cấp II, 18 bác sĩ chuyên khoa cấp I, 10 dược sĩ chuyên khoa cấp I và 25 giáo viên Đại học, Cao đẳng để xây dựng đội ngũ kề cận, trẻ hoá đội ngũ giáo viên, hiện tại nhà trường tạo mọi điều kiện cử 10 cán bộ, giáo viên đang theo học nâng cấp để lấy bằng: 1 tiến sĩ, 4 thạc sĩ Y khoa, 1 thạc sĩ điều dưỡng tại Thái Lan, 1 Đại học Dược, 1 Đại học Chính trị, 1 Đại học Ngoại ngữ Anh văn và 1 thạc sĩ kinh tế. Có thể nói đội ngũ giáo viên cơ bản đã đạt chuẩn, hùng hậu nhất từ trước đến nay, đủ đảm đương nhiệm vụ của Trường Cao đẳng Y.
Năm 2009, Nhà trường đã ký kết hợp đồng với công ty cung ứng nguồn nhân lực Quang Trung, đưa được hàng chục học sinh sau khi tốt nghiệp ra trường sang làm việc tại thị trường Đài Loan. Trong thời gian tới, Nhà trường tiếp tục tìm kiếm cơ hội, mở rộng cánh cửa đưa học sinh sinh viên sang học tập và làm việc tại các thị trường Nhật, Hàn Quốc, Malaysia, Mỹ…